# 乌头属
乌头属又名附子属（学名：Aconitum）是一种属于毛茛科的开花植物的属，这个属有250多个种。又名萴。
这些多年生植物主要生活在北半球山地潮湿的草地上。它们的叶子呈深绿色，没有托叶。叶子呈掌状，分五至七瓣。每瓣又分三片，边缘粗糙锋利。叶子在茎上交错或者螺旋排列，下部的叶子有长的柄。
乌头属植物非常美观，在高大直立的主干的顶端有一簇总状花序的蓝色的、紫色的、白色的、黄色的或者粉色的两侧对称的、拥有许多雄蕊的花。其五片花萼中的一片形似一个圆筒状的帽子。每朵花有二至十枚蜜腺状的花瓣。最上面的两个花瓣很大，它们位于帽状的花萼下，有很长的柄。它们的顶端有一个空的针，里面含有花蜜。其它花瓣小或者完全退化了。三至五片心皮在底部融在一起。其果实为蓇葖果。
乌头属的学名Aconitum可能来自小亚细亚的一座山的名字。在希腊神话中传说海格力斯将冥界哈得斯的三頭犬刻耳柏洛斯捕到地面上，當二者搏鬥時，这条恶狗的唾液淌到的地方就长出了乌头。

## 普及
乌头属植物是第三纪时的极地植物，随冰川期从西伯利亚传播到欧洲、亚洲和美洲。

## 传粉
传播花粉的昆虫不易接近乌头属的花蜜，只有具有很长的虹吸管的大黄蜂才能获得它的花蜜，因此两者之间互相配合发展，以至于两者的分布地区一致。

## 药用和毒性
《本草纲目》记载，乌头“辛、温、有大毒”，一般用于镇痛、麻醉。乌头属毒性非常高，它们也是非常重要的药用植物。其毒性和药理作用主要来自乌头碱，未受伤的皮肤就能吸收乌头碱，皮肤敏感的人通过接触而过敏。在药学中主要使用乌头的根，这里的药性浓度非常高。依照2015年版《中国药典》之规范，未经炮制的生草乌、生川乌“内服宜慎”；炮制后的乌头属药材，如需内服，应先煎、久煎，以减低毒性，每次用量不得超过3克；即便外用，也应控制药量；不宜与半夏、瓜蒌、贝母、白蔹、白及同用。另外，孕妇不宜使用，运动员也应慎用。
由于乌头属的剧毒，中国政府严禁私人买卖未经炮制的乌头属药材（如草乌、川乌），保健食品中不得添加乌头。然而一些人相信乌头为“补品”（尽管历代医书都不主张乌头有补益之功效），或是滥配药物医治风湿。至今仍经常有擅自烹制乌头药膳或者制作乌头药酒，食用或饮用后导致中毒甚至死亡的案例。

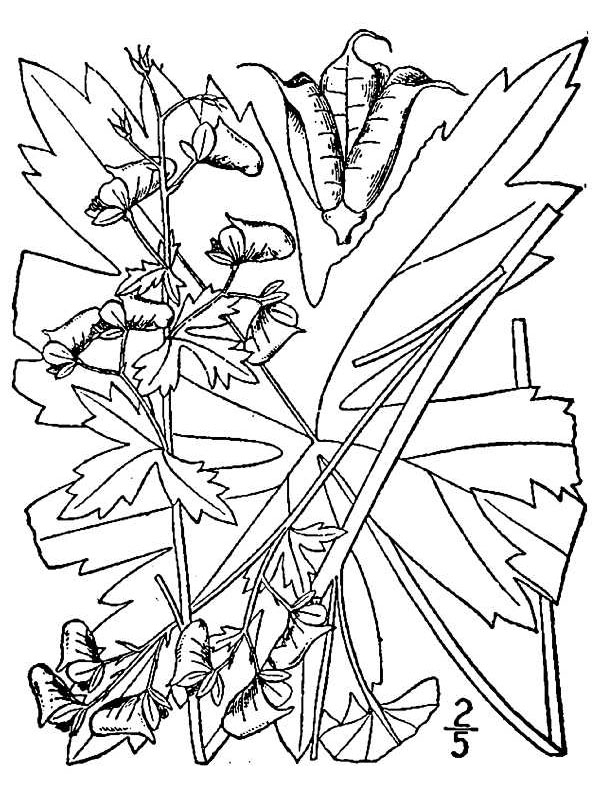
Aconitum reclinatum

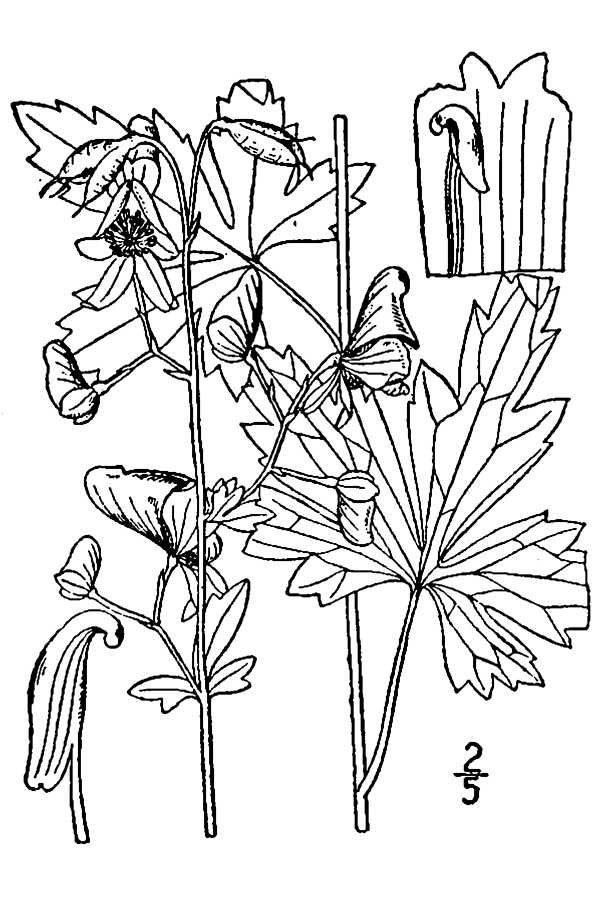
Aconitum uncinatum

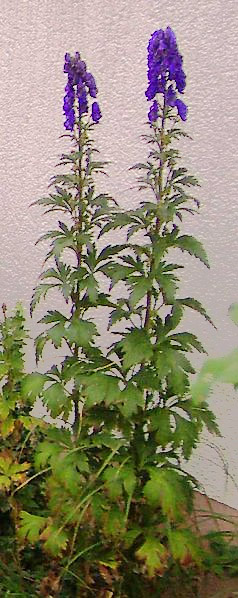
可能是Aconitum carmichaelii 'arendsii

## 种类
本属包括以下物种：

## 外部連結
- 烏頭屬 Aconitum （页面存档备份，存于） 藥用植物圖像數據庫 (香港浸會大學中醫藥學院) （中文）（英文）
- 川烏 Chuan Wu （页面存档备份，存于） 中藥標本數據庫 (香港浸會大學中醫藥學院) （繁體中文）（英文）
- 生川烏 Sheng Chuan Wu （页面存档备份，存于） 中藥標本數據庫 (香港浸會大學中醫藥學院) （繁體中文）（英文）
- 美沙烏頭堿 Mesaconitine （页面存档备份，存于） 中草藥化學圖像數據庫 (香港浸會大學中醫藥學院) （中文）（英文）
- 烏頭堿 Aconitine （页面存档备份，存于） 中草藥化學圖像數據庫 (香港浸會大學中醫藥學院) （中文）（英文）
- 海帕烏頭堿 Hypaconitine （页面存档备份，存于） 中草藥化學圖像數據庫 (香港浸會大學中醫藥學院) （中文）（英文）